# Теорема Жордана — Гёльдера
Теорема Жордана — Гёльдера гласит:
Если у группы {\displaystyle \displaystyle G} существует композиционный ряд {\displaystyle \{1\}=G_{0}\varsubsetneq G_{1}\varsubsetneq \cdots \varsubsetneq G_{n}=G}, то его длина {\displaystyle \displaystyle n} и все факторы {\displaystyle \displaystyle G_{i+1}/G_{i}} определены однозначно, с точностью до перестановок и изоморфизмов.
Это классический вариант теоремы Жордана — Гёльдера. Он относится к случаю, когда композиционный ряд конечен, то есть включает конечное число подгрупп группы {\displaystyle \displaystyle G}. Теорема Жордана — Гёльдера остается справедливой и в случае восходящих трансфинитных композиционных рядов.